# Перед восходом солнца (пьеса)
«Перед восходом солнца» (нем. Vor Sonnenaufgang) — социальная драма немецкого драматурга Герхарта Гауптмана, написанная им в 1889 году.
Произведение было опубликовано в августе 1889 года издателем Полом Аккерманом по рекомендации Теодора Фонтане.
Премьера драмы, состоявшаяся 20 октября 1889 года в Берлине, ознаменовала собой начало натурализма в немецком театре и становление почти неизвестного до сих пор Гауптмана.
Изначально Гауптман намеревался назвать произведение «Сеятель» (нем. Der Säemann), но позже драматург прислушался к Арно Хольцу, который предложил дать название «Vor Sonnenaufgang».

## Художественные особенности
Структура драмы, как и в классицистском произведении, состоит из 5 действий. В произведении соблюдается правило трёх единств (места, времени и действия).

## Персонажи
- Краузе — владелец хутора
- Фрау Краузе — его вторая жена
- Елена и
- Марта — дочери Краузе от первого брака
- Гофман — инженер, муж Марты
- Вильгельм Кааль — племянник фрау Краузе
- Фрау Шпиллер — приживалка фрау Краузе
- Альфред Лот
- Доктор Шиммельпфенниг
- Бейбст — работник в имении Краузе
- Густа и
- Лиза и
- Мария  — служанки в имении Краузе
- Миля — горничная фрау Краузе
- Эдуард — слуга Гофмана
- Голиш по прозвищу Гош, подпасок
- Жена возчика
- Посыльный